# Primera División Uruguaya 1956
Il campionato era formato da dieci squadre e il Nacional vinse il titolo.

## Classifica finale
| Pos. | Squadra              | G  | V  | N | P  | GF | GS | Punti |
| ---- | -------------------- | -- | -- | - | -- | -- | -- | ----- |
| 1    | Nacional             | 18 | 15 | 2 | 1  | 54 | 19 | 32    |
| 2    | Peñarol              | 18 | 13 | 3 | 2  | 50 | 17 | 29    |
| 3    | Cerro                | 18 | 10 | 4 | 4  | 42 | 30 | 24    |
| 4    | Defensor             | 18 | 6  | 6 | 6  | 34 | 33 | 18    |
| 5    | Montevideo Wanderers | 18 | 3  | 9 | 6  | 16 | 23 | 15    |
| 6    | Liverpool            | 18 | 6  | 3 | 9  | 31 | 40 | 15    |
| 7    | Rampla Juniors       | 18 | 3  | 8 | 7  | 27 | 34 | 14    |
| 8    | Danubio              | 18 | 6  | 2 | 10 | 18 | 31 | 14    |
| 9    | Racing Montevideo    | 18 | 5  | 3 | 10 | 25 | 45 | 13    |
| 10   | Sud América          | 18 | 1  | 4 | 13 | 18 | 43 | 6     |

G = Partite giocate; V = Vittorie; N = Nulle/Pareggi; P = Perse; GF = Goal fatti; GS = Goal subiti; 

## Classifica marcatori
| Gol |  |  | Giocatore       | Squadra |
| --- |  |  | --------------- | ------- |
| 18  |  |  | Carlos Carranza | Cerro   |